# Pteropus mearnsi
Pteropus mearnsi är en omstridd däggdjursart som beskrevs av Hollister 1913. Populationen räknas av nya taxonomiska avhandlingar och IUCN till arten Pteropus speciosus. Andra zoologer antar att de kända individerna tillhör arten Pteropus hypomelanus.